# Organización Nacional de Ciegos Españoles
La Organización Nacional de Ciegos Españoles (ONCE) es una corporación de derecho público de carácter social sin ánimo de lucro que tiene el propósito fundamental de mejorar la calidad de vida de las personas ciegas, personas con resto visual y personas con discapacidad de toda España.
Cuenta con 72 231 afiliados (a 31 de diciembre de 2019), de los cuales el 87 % son personas con deficiencia visual grave y el 13 % personas con ceguera total.
Se trata de una organización muy activa que participa en los diversos foros nacionales e internacionales sobre ceguera y discapacidad, promoviendo también distintas iniciativas para lograr su función. Es socio fundador del Comité Español de Representantes de Personas con Discapacidad (CERMI).
Tiene reconocida una concesión estatal en materia de juego para la comercialización de loterías, que le permiten financiar su labor social y crear empleos para sus afiliados.

## Historia de la ONCE

### Antecedentes y fundación

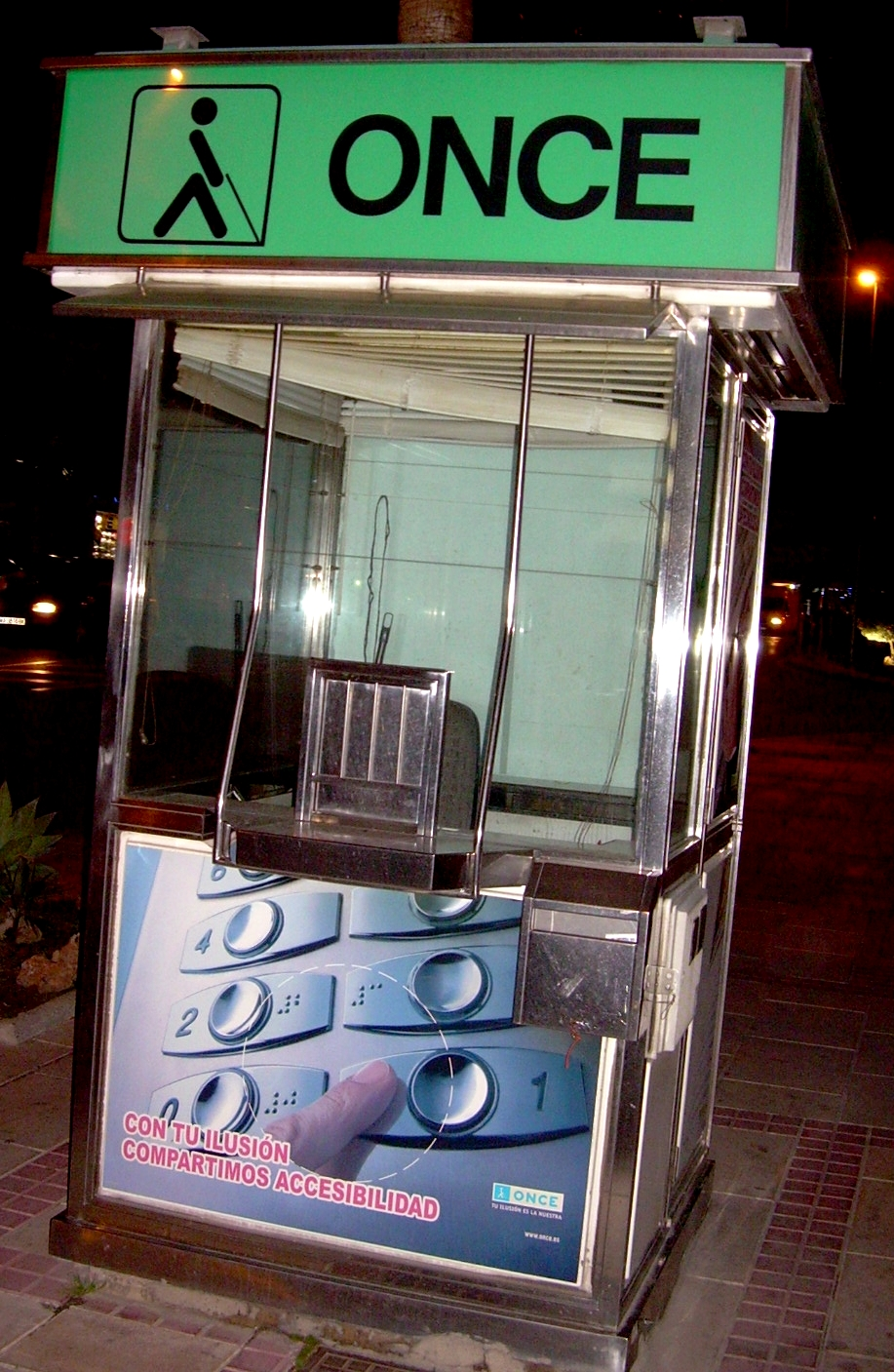
Kiosco en Alhaurín de la Torre

A principios del siglo XX nacieron en España las primeras rifas callejeras organizadas por asociaciones de invidentes, un colectivo que hasta entonces estaba mayoritariamente abocado a la mendicidad. Pese a ser ilegales, a partir de los años 1930 estos sorteos locales fueron extendiéndose por distintas ciudades, especialmente por Levante, Cataluña y Andalucía. Destacaban la Asociación de Ciegos de Cataluña —creada en 1934 por el republicano Roc Boronat, entonces comisario de Beneficencia del Ayuntamiento de Barcelona—, la Sociedad de Socorros Mutuos y Defensa del Ciego de Cádiz (fundada por Antonio Calvo García, Alfredo Romero Cantero, Manuel Mera Gago, Emilio García Rincón y Vázquez, Silverio de la Pascua y Díaz de la Serna, Arturo Osiel Benazuli y Manuel Muñoz García), el Centro Instructivo y Protector de Ciegos de Granada (fundado por José Recuerda Rubio), y la asociación sevillana La Hispalense.
El primer intento de crear una organización a nivel nacional fue la Federación Hispánica de Ciegos, impulsada en 1930 por José Ezquerra. En 1931 nació el Patronato Nacional de Protección de Ciegos, un organismo estatal dirigido por videntes, heredero del Patronato Nacional de Sordomudos, Ciegos y Anormales de 1910.
Como directora general de Beneficencia en el gobierno radical, en mayo de 1934, Clara Campoamor impulsó una Bolsa de Trabajo de Ciegos para facilitar un trabajo "que los honre" y "para que desaparezca la mendicidad de los ciegos en la calle". A los ciegos mayores de 60 años se les concedió una pensión de 1000 pesetas anuales. A finales de mayo habían sido concedidas cerca de cien pensiones. 
En 1937, en plena guerra civil española, Javier Gutiérrez de Tovar, presidente de La Hispalense sevillana, impulsó la Federación Bética de Ciegos, que aglutinaba a las asociaciones locales de Andalucía y Extremadura, y que aspiraba ser el embrión de una federación nacional. Paralelamente, en Burgos, sede del gobierno golpista, las autoridades falangistas y un grupo de invidentes (encabezado por Fernando Martínez-Burgos, Primitivo Pérez y Mariano Ortega) habían empezado a trabajar en la reconstitución del Patronato de Ciegos, inactivo desde el inicio de la guerra. En enero de 1938 una delegación de la Federación Bética se reunió con el grupo de Burgos. Acordaron la creación de una organización nacional de ciegos, renunciando al modelo benéfico del Patronato (una pensión diaria de seis pesetas para los invidentes, sufragada por las administraciones públicas) en favor de la propuesta de Gutiérrez de Tovar, defensor de la autonomía económica de los invidentes a través de la venta de cupones de lotería.
Tras este acuerdo, el 25 de agosto de 1938, en el Congreso de la Asociación Española para el Progreso de las Ciencias celebrado en Santander, Gutiérrez de Tovar expuso una ponencia en defensa de la tiflología y de la creación de una organización nacional de ciegos, destinada a la integración social de los invidentes. Al día siguiente la presentó al Gobierno, obteniendo el apoyo del director general de Beneficencia, Javier Martínez de Bedoya, y del ministro de Interior, Ramón Serrano Suñer. El 4 de diciembre una Orden Ministerial disolvió el Patronato Nacional de Protección de Ciegos. El 11 de diciembre Serrano Suñer presentó el proyecto de creación de la Organización Nacional de Ciegos (ONC) al Consejo de Ministros, donde fue aprobado. El 13 de diciembre de 1938, festividad de Santa Lucía (patrona de los invidentes), Francisco Franco firmó el decreto fundacional de la ONC.

Dependiente del Ministerio del Interior, se crea la Organización Nacional de Ciegos, que agrupará en ella, obligatoriamente, a todos los invidentes españoles, con fines de mutua ayuda y para resolución de sus problemas específicos. En dicha Organización se fusionarán todas las entidades existentes en la actualidad, tanto culturales y de trabajo, como de otro carácter, siempre que traten de problemas relacionados con los no videntes.
Artículo 1 del decreto fundacional (BOE de 16 de diciembre de 1938)

El mismo decreto estableció la creación del Consejo Superior de Ciegos, organismo dependiente del Estado y dirigido por videntes, que durante toda la Dictadura franquista tuteló a la ONC, administrando sus recursos económicos, aprobando sus planes y designando a su Jefe Nacional, siendo Gutiérrez de Tovar el primer elegido para este puesto.
En 1939 se aprobó el Reglamento de la ONC, que autorizaba su participación en el monopolio estatal del juego mediante la comercialización del «cupón prociegos» como «forma excepcional y exclusiva de ingresos para los no videntes imposibilitados de desempeñar una profesión».  El primer sorteo se celebró en Madrid el 8 de mayo de 1939. En los años siguientes, la ONC inició un proceso de integración de las distintas asociaciones locales, reemplazando al mismo tiempo las múltiples rifas existentes por el nuevo cupón que, no obstante, mantuvo los sorteos por separado en cada delegación provincial.

### La ONCE durante la Dictadura
Durante los años 1940 la ONCE abrió sus primeros colegios para invidentes y fomentó la inclusión laboral con la creación de fábricas de dulces y talleres industriales. Los desencuentros de Gutiérrez de Tovar con el Consejo Superior de Ciegos provocaron su cese en 1948. Fue reemplazado transitoriamente por Benito Hermida, el único vidente al frente de la organización en toda su historia, y en 1949 José Ezquerra fue designado Jefe Nacional. Desempeñó el cargo durante una década, apostando por un modelo mutualista, que le llevó a cerrar las fábricas abiertas en la etapa anterior. En 1952 se añadió el término Españoles a la denominación de la organización.
La inserción laboral de los invidentes, más allá de la venta de los cupones, se convirtió en uno de los objetivos prioritarios de la ONCE a partir de los años 1960, con Ignacio de Satrústegui al frente. Para ello se impulsaron centros de formación profesional y talleres ocupacionales. La culminación de este proceso fue la creación de la Escuela de Fisioterapia (1964), la Escuela de Telefonía (1966) y el Centro de Rehabilitación y Formación Profesional (1966). Paralelamente, durante esta etapa se potenciaron las bibliotecas y las imprentas braille y se impulsó el audiolibro.

### Democratización y crecimiento
Al finalizar la Dictadura, la organización inició un convulso proceso de democratización y autogestión, impulsado por un grupo emergente de jóvenes sindicalistas, que culminó el 19 de enero de 1982, con la celebración de las primeras elecciones entre los afiliados. Antonio Vicente Mosquete fue el primer presidente elegido democráticamente. En los años siguientes se llevó a cabo un importante proceso de modernización y democratización de la ONCE que pasó de ser una organización caritativa a una institución de servicios. Cambio que se produjo en paralelo con el desarrollo empresarial de la ONCE gracias fundamentalmente a la reconversión del Cupón Pro-Ciegos en un sorteo a nivel nacional, con una mayor dotación en premios. Esta iniciativa comercial, lanzada el 2 de enero de 1984, logró una gran popularidad, aumentando las ventas de cupones un 300 %. En las siguientes elecciones democráticas, en 1986, Vicente Mosquete fue reelegido, pero esta vez logrando su grupo, UP, la mayoría absoluta. Miguel Durán, accedió en esta segunda legislatura a la Dirección General de la ONCE. Se abrió entonces una etapa marcada por dos acontecimientos, que sucederían un año después. El primero, la muerte prematura de Antonio Vicente Mosquete. El segundo, el rotundo éxito comercial del «cuponazo», que llevó a la institución a multiplicar sus ingresos.
Acompañando ese éxito comercial la ONCE amplió su campo de acción también a otras discapacidades distintas a la ceguera. En 1988 se creó la Fundación ONCE para la cooperación e inclusión social de las personas con discapacidad. Un año después la Fundación impulsó el grupo empresarial Fundosa, con el objetivo de generar empleo estable para personas con discapacidad.
A partir de 1989, con Miguel Durán como director general, la ONCE inició un proceso de inversiones en sectores estratégicos como las finanzas (a través de Finonce), la industria (Indonce), los servicios (Servionce), el negocio inmobiliario (Surba) y la comunicación (Divercisa). En este último sector desarrolló una notable actividad, destacando la compra de los periódicos El Independiente y Diario de Barcelona, así como la participación en la creación de la agencia de noticias Servimedia, de la cadena televisiva Telecinco y de la radiofónica Onda Cero, las dos últimas presididas por el propio Durán. La mayor parte de esas inversiones en medios de comunicación resultaron altamente deficitarias para la ONCE. Esta etapa finalizó en 1993, con la dimisión de Durán, tras discrepancias con el Consejo General. Ese mismo año se creó la Corporación Empresarial ONCE (CEOSA), con el objetivo de aglutinar las distintas empresas que la organización había ido creando desde 1989. 
En los años 2000, las ventas del cupón entraron en un progresivo declive, motivado por la creciente competencia en el sector de las apuestas y loterías. Esta situación llevó a la ONCE a introducir nuevos juegos en el mercado. En 2004 lanzó El Combo, su primer juego activo y en 2006 creó El Rasca, su primera lotería instantánea. Tras quedar fuera de la comercialización de la lotería europea Euromillones (gestionada por el Estado), en 2012 inició la venta exclusiva en España de su principal competidora, el Eurojackpot.
En el año 2013, la ONCE recibió el Premio Príncipe de Asturias de la Concordia como reconocimiento a su labor en la integración social de las personas con discapacidad. El 2 de mayo de 2018 recibió la gran cruz de la Orden del 2 de mayo, bajo la forma de Placa de Honor. En 2020 la "Acción Social" de la ONCE fue acreditada como Embajador Honorario de la Marca España, reconocimiento entregado por los reyes de España por haber contribuido significativamente a la generación y al fortalecimiento de una imagen positiva de España en el exterior.

## Organización y funcionamiento
Desde 1982 el máximo órgano de gobierno de la ONCE es el Consejo General. Su composición, al igual que la de los 17 consejos territoriales (uno por cada comunidad autónoma) la eligen por sufragio los afiliados de la organización, cada cuatro años. La Dirección General es el órgano encargado de la gestión y ejecución de los acuerdos del Consejo General.
El Gobierno de la Nación supervisa y controla la actividad de la ONCE mediante el Consejo de Protectorado, en el que participan los ministerios de Sanidad; Derechos Sociales y Agenda 2030; Trabajo y Economía Social; Asuntos Económicos y Transformación Digital; Hacienda; e Interior.
| Jefes nacionales - Javier Gutiérrez de Tovar (1938-1948) - Benito Hermida (1948-1949) - José Ezquerra Berges (1949-1959) - Ignacio Satrústegui Berges (1959-1973) - Jesús Jiménez Albéniz (1973-1981) - Félix Hernández Delso (1981-1982) | Presidentes del Consejo General - Antonio Vicente Mosquete (1982-1987) - José Antonio Reyes Durán (1987-1989) - José María Arroyo Zarzoza (1989-2003) - Miguel Carballeda Piñeiro (2003-) |

### Fundaciones
Bajo el paraguas de la ONCE se han constituido varias fundaciones, mediante las cuales la organización desarrolla su labor social:
- Fundación ONCE para la Cooperación e Inclusión Social de Personas con Discapacidad (Fundación ONCE), creada en 1988.
- Fundación ONCE del Perro Guía (FOPG), creada en 1990.
- Fundación ONCE para la solidaridad con las personas ciegas de América Latina (FOAL), creada en 1998.
- Fundación ONCE para la Atención de Personas con Sordoceguera (FOAPS), creada en 2007.

### ILUNION

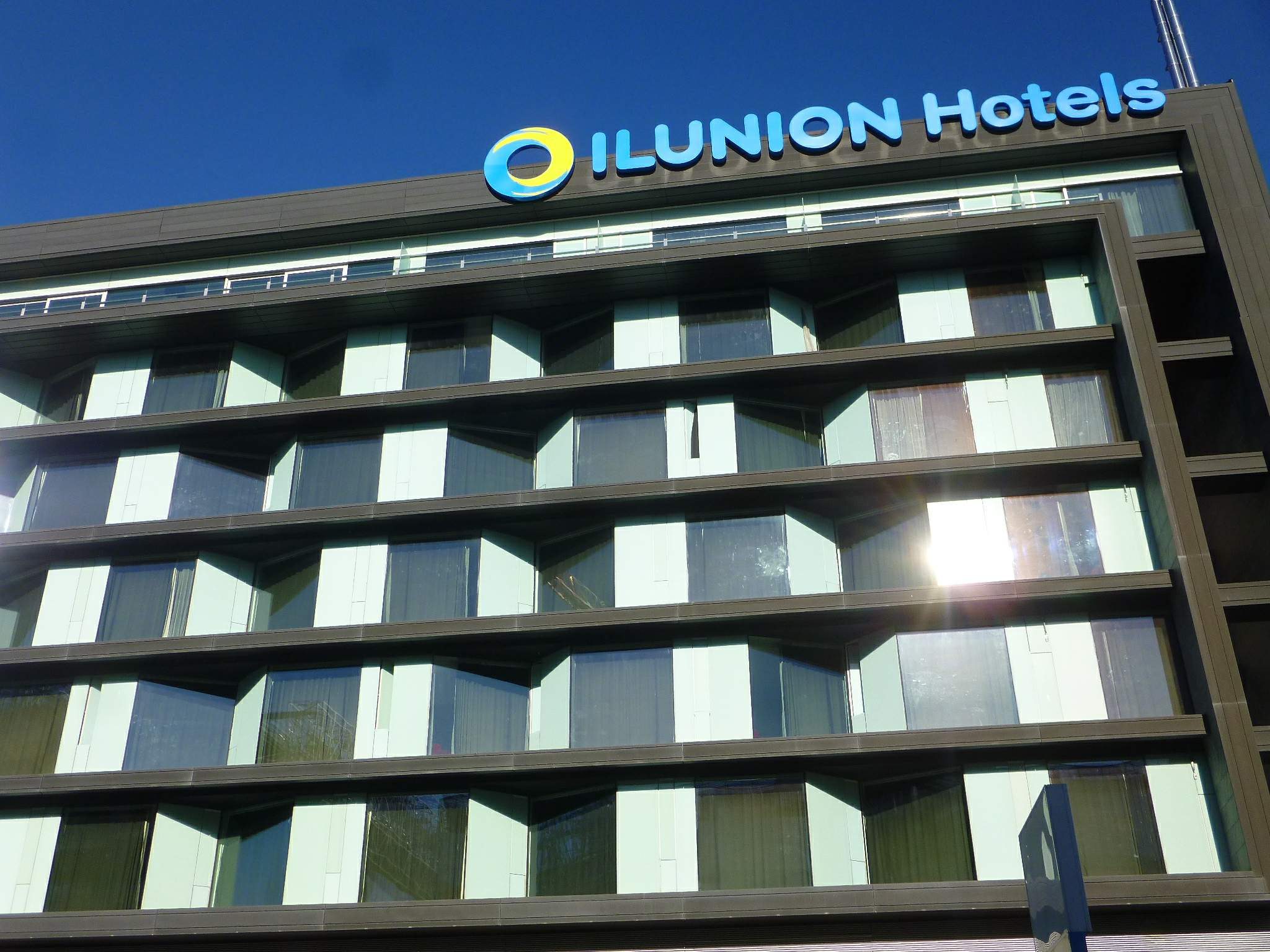
Hotel ILUNION Atrium, en Madrid

ILUNION es el grupo de empresas de la ONCE y la Fundación ONCE, que se reparten la titularidad con un 47,5 % y 52,5 %, respectivamente. Fue creado en noviembre de 2014, fruto de la convergencia de los grupos empresariales pertenecientes a la ONCE y a su Fundación, CEOSA y Grupo Fundosa, respectivamente. Estas empresas nacieron con una doble finalidad: económica, para diversificar las fuentes de ingresos de la ONCE, y social, para facilitar la integración laboral de las personas afiliadas a la ONCE en otras actividades diferentes a los de la propia organización.
ILUNION cuenta con más de 50 líneas de negocio, repartidas en cinco divisiones: sociosanitario (clínicas de fisioterapia, centros de día, etc.), facility services (seguridad, limpieza, lavandería industrial, etc.), turismo (hoteles, cáterin y ocio), comercialización (tiendas de conveniencia y correduría de seguros) y consultoría. Cuenta con una plantilla de 32 000 trabajadores, de los cuales el 35 % son personas con discapacidad.

## Servicios sociales
La ONCE ofrece servicios especializados para personas con ceguera o deficiencia visual en múltiples campos: educación, empleo, rehabilitación, ocio, deporte, comunicación y acceso a la información, etc.

### Educación
El modelo de intervención educativa de la ONCE es la inclusión educativa, de modo que más del 98 % del alumnado con discapacidad visual en España se escolariza en colegios ordinarios. Paralelamente, la organización ofrece a este alumnado una atención complementaria, en función de sus necesidades específicas. Para ello, cuenta con cinco Centros de Recursos Educativos (CRE), ubicados en Alicante, Barcelona, Madrid, Pontevedra y Sevilla. La ONCE también gestiona la Escuela Universitaria de Fisioterapia, adscrita a la Universidad Autónoma de Madrid.
En cuanto a la formación, la Fundación ONCE firmó un convenio con el Grupo CEF.- UDIMA para la preparación de oposiciones que faciliten el acceso de las personas con discapacidad a la Administración.

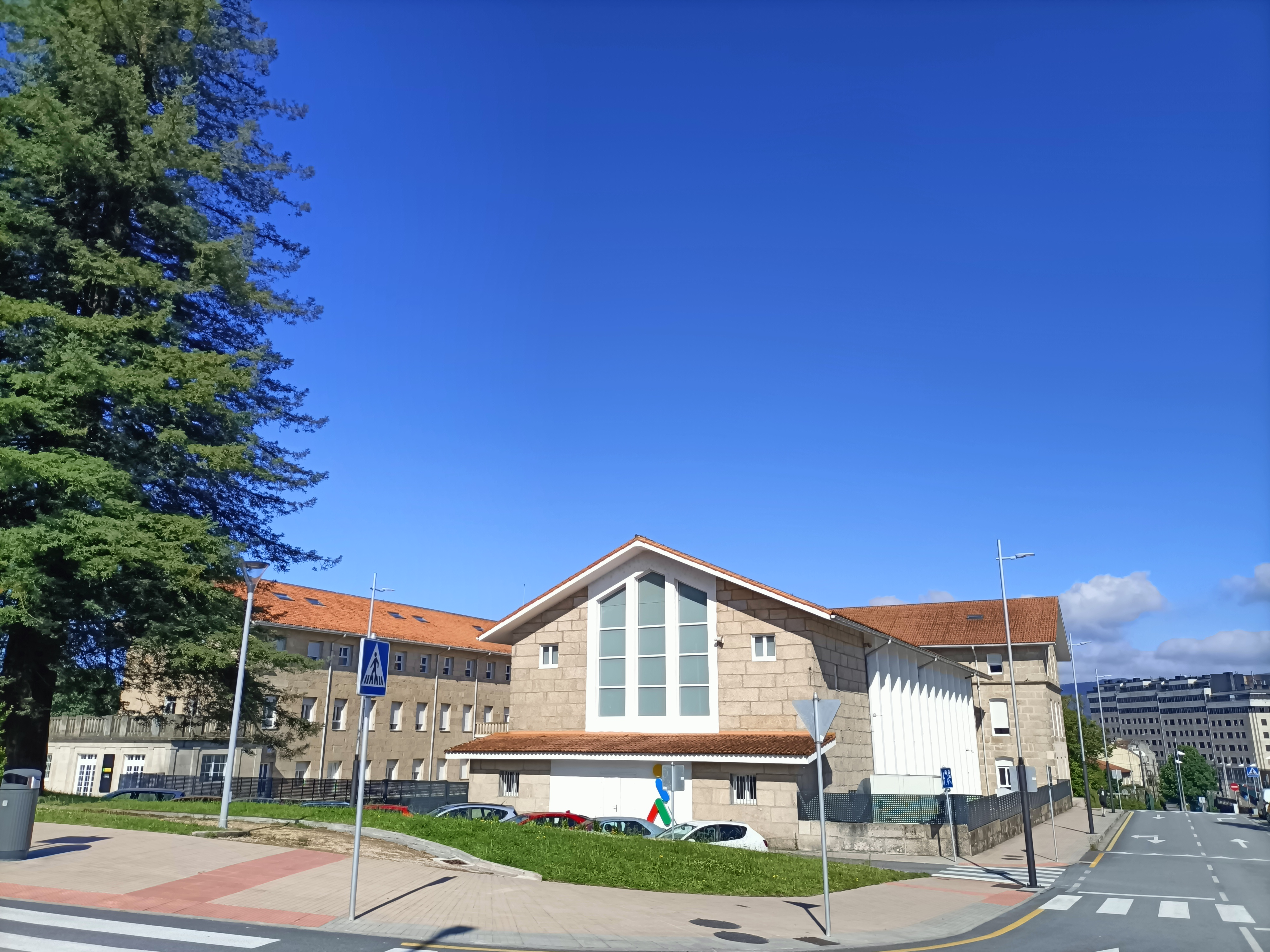
Centro de Recursos Educativos (CRE) de la ONCE en Pontevedra capital.

### Teatro y música
Las Agrupaciones artísticas de la ONCE son grupos estables de personas, que tienen como fin favorecer el desarrollo artístico, convivencial y la integración de los afiliados participantes. Las Agrupaciones Artísticas son de dos tipos: de Teatro y de Música y en cada una de ellas existen dos niveles. Las de Nivel I son aquellas cuya calidad artística está en proceso de consolidación y las de Nivel II cuya puesta en escena y repertorio tienen una calidad artística notable. Esta clasificación se hace anualmente a través de una Comisión Técnica que evalúa el nivel artístico de las mismas.
Es numerosa la participación de dichos grupos musicales y teatrales en ámbitos artísticos nacionales e internacionales. Cabe destacar, entre otras, la participación de la Agrupación "La Esfera" (Gijón), de la Delegación Territorial de Asturias, en el Festival Internacional de Zagreb (Croacia).
Otro elemento muy importante a señalar son las Muestras Estatales que se celebran anualmente alternando cada una de las modalidades, es decir, Teatro y Música. Este acontecimiento, que se realiza en una ciudad distinta cada año, es una cita en donde se presenta al público la producción artística de las mejores Agrupaciones de cada modalidad.

### Empleo
La ONCE, su Fundación y el grupo Ilunion dan trabajo a 67 710 empleados (datos de 2015), de los que un 56 % son personas con discapacidad. Adicionalmente, a través de terceras empresas y entidades con el apoyo de la ONCE, entre 1995 y 2015 se crearon 101 119 puestos de trabajo, un 98 % de los cuales para personas con discapacidad.  Durante el mes de enero de 2019 hubo distintas manifestaciones de tipo sindical en Galicia, en las distintas delegaciones provinciales, reivindicando un "empleo estable".

## Juegos ONCE

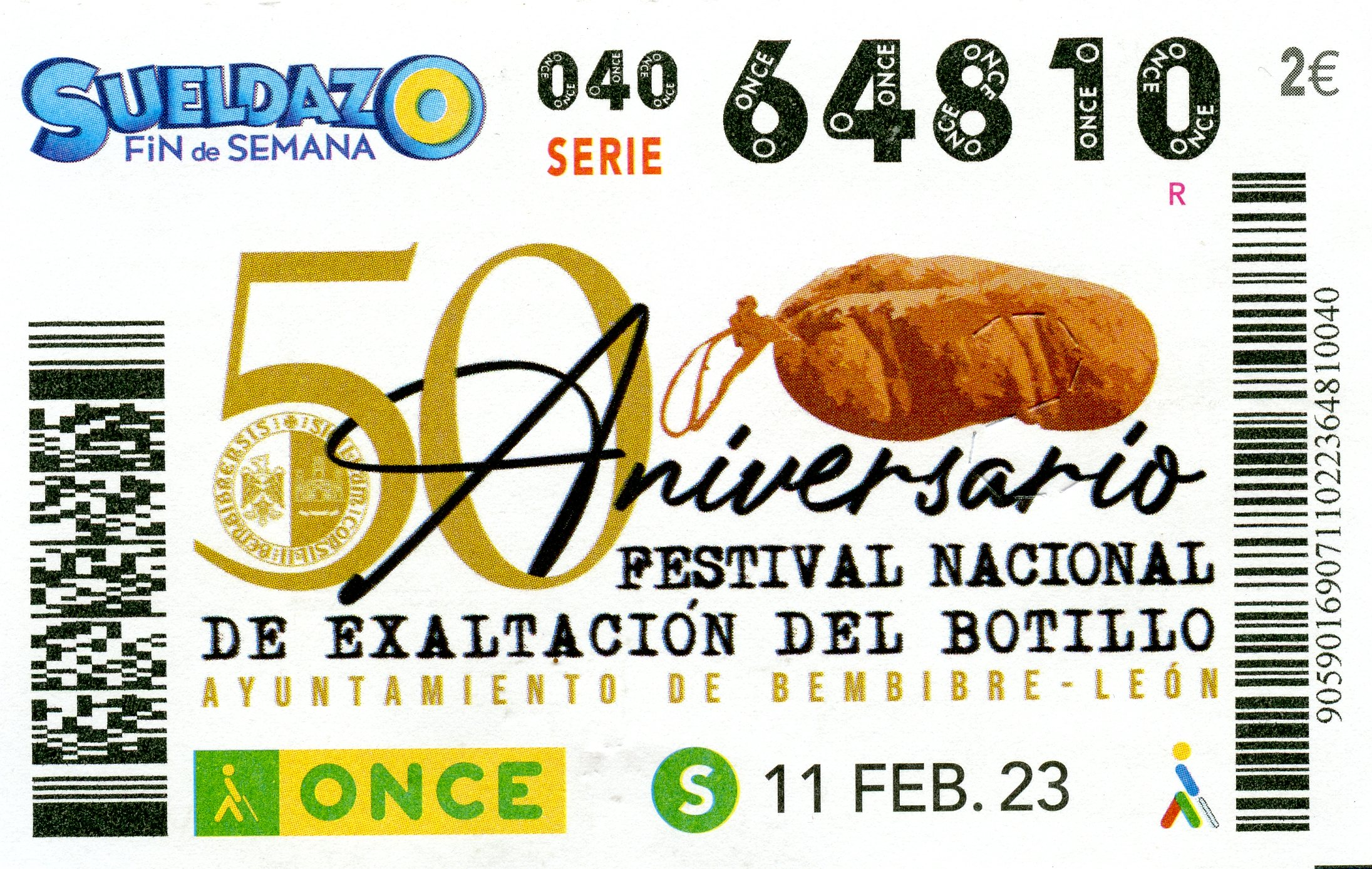
Cupón Sueldazo de la ONCE conmemorativo del 50 Aniversario del Festival de Exaltación del Botillo.

La Organización Nacional de Ciegos Españoles es, junto a la Sociedad Estatal Loterías y Apuestas del Estado (SELAE), el único operador designado para la comercialización de los juegos de loterías de ámbito estatal en España, según la Ley 13/2011.
Las loterías son una de las principales fuentes de financiación de la labor social de la organización. La ONCE destina a su Fundación el 3% de los ingresos brutos de la comercialización de sus distintas loterías. La más popular y longeva de ellas es el cupón de la ONCE, nacido a la par que la entidad. En los años 2000 se introdujeron nuevos juegos de azar, como las loterías activas y las instantáneas. 
La actividad comercial la lleva a cabo una red principal de 20 000 vendedores —personas con ceguera, deficiencia visual grave y otras discapacidades— y una red complementaria de más de 7000 establecimientos autorizados (estancos, estaciones de servicio, quioscos de prensa, etc.), además de la plataforma de juegos en línea «JuegosONCE.es», creada en 2013.